# Epir Północny
Epir Północny (gr. Βόρεια Ήπειρος, Vória Ípiros; alb. Epiri i Veriut) – określenie na północną część regionu historycznego Epiru, znajdującą się na terytorium Albanii, związane z występującą tam znaczącą mniejszością grecką. Jest to obszar rozciągający się od Cieśniny Korfu na południu i Zatoki Wlorska na północy do Jeziora Prespa na wschodzie. Został on wyznaczony na mocy protokołu florenckiego z 1913 roku. Miejsce istnienia krótkotrwałej Autonomicznej Republiki Północnego Epiru, uzyskał autonomię w granicach Księstwa Albanii w wyniku podpisania protokołu z Korfu w 1914 roku.
Termin ten wszedł w użycie około 1913 roku w związku z włączeniem tego obszaru w granice nowopowstałego państwa albańskiego po okresie wojen bałkańskich. W maju 1914 roku region na krótko uzyskał autonomię aż do jego okupacji przez Królestwo Grecji od I wojny światowej aż do końca 1916 roku, w którym został zajęty przez siły Królestwa Włoch. Po zakończeniu wojny, Grecja, zajęta konfliktem z Turcją, nie była w stanie wynegocjować kontroli nad tym terytorium, które w wyniku konferencji pokojowej w Paryżu przypadło Albanii. Ziemie te tymczasowo znalazły się pod grecką okupacją w wyniku nieudanej inwazji Włoch na Grecję w 1940 roku aż do kwietnia 1941 roku w wyniku przeprowadzonej przez III Rzeszę kampanii bałkańskiej.
Po II wojnie światowej Epir Północny pozostał w posiadaniu Albanii pod rządami Envera Hoxhy. Mniejszość grecka w tym okresie była ofiarą prześladowań i przesiedleń, powodując napięcia między dwoma państwami. Relacje między Grecją i Albanią poprawiły się w 1971 roku dzięki oficjalnemu zakończeniu stanu wojny trwającego od 1941 roku. W 1987 roku Grecja wyrzekła się roszczeń do Epiru Północnego.